# Szarówka
Szarówka – drugi singel Darii Zawiałow wydany w lutym 2019 promujący album Helsinki.

## Twórcy
- słowa: Daria Zawiałow
- muzyka: Daria Zawiałow, Michał Kush, Piotrek "Rubens" Rubik
- produkcja, miks i mastering: Michał Kush, Rafał Smoleń, Leszek Kamiński
- perkusja: Łukasz Dmochewicz
- gitary: Piotek "Rubens" Rubik

## Notowania

### Listy przebojów
| Autor                     | Notowanie (2019)            | Najwyższa pozycja |
| ------------------------- | --------------------------- | ----------------- |
| Polskie Radio Program III | Lista Przebojów Trójki      | 1                 |
| Radio Szczecin            | Szczecińska lista przebojów | 19                |

## Certyfikaty
| Państwo       | Status          | Sprzedaż |
| ------------- | --------------- | -------- |
| Polska (ZPAV) | Platynowa płyta | 20 000   |